# Unione Sportiva Livorno 1977-1978
Questa pagina raccoglie le informazioni riguardanti l'Unione Sportiva Livorno nelle competizioni ufficiali della stagione 1977-1978.

## Stagione
Il presidente Corasco Martelli affida la guida tecnica del Livorno al toscano Cesare Meucci. 
Il campionato non è stato esaltante per i labronici; uniche soddisfazioni stagionali le due vittorie nei derby contro il Pisa (2-1) e la Lucchese (1-0).

il Livorno a fine stagione ha raggranellato 38 punti ottenendo una salvezza anticipata. L'unica vittoria esterna è stata l'1-2 contro l'Olbia, ultima classificata. 
Cannoniere di stagione con dodici reti è stato il centravanti, molto amato dai livornesi, Michele "Miguel" Vitulano.

## Rosa
| N. |                   | Ruolo | Calciatore          |
| -- | ----------------- | ----- | ------------------- |
|    | Italia (bandiera) | D     | Claudio Azzali      |
|    | Italia (bandiera) | C     | Luigi Bertocco      |
|    | Italia (bandiera) | A     | Diego Bianchini     |
|    | Italia (bandiera) | C     | Luigi Cappelletti   |
|    | Italia (bandiera) | P     | Patrizio Castelli   |
|    | Italia (bandiera) | P     | Maurizio Castellini |
|    | Italia (bandiera) | A     | Giuseppe Doldi      |
|    | Italia (bandiera) | C     | Domenico Ferrante   |
|    | Italia (bandiera) | D     | Francesco Ferraro   |
|    | Italia (bandiera) | C     | Salvatore Ianniello |

| N. |                   | Ruolo | Calciatore           |
| -- | ----------------- | ----- | -------------------- |
|    | Italia (bandiera) | A     | Carlo Migliorini     |
|    | Italia (bandiera) | A     | Franco Mondello      |
|    | Italia (bandiera) | D     | Luciano Mucci        |
|    | Italia (bandiera) | C     | Corrado Poletto      |
|    | Italia (bandiera) | A     | Luigi Quaresima      |
|    | Italia (bandiera) | A     | Marino Rakar         |
|    | Italia (bandiera) | C     | Paolo Resta          |
|    | Italia (bandiera) | D     | Claudio Sitri        |
|    | Italia (bandiera) | C     | Raffaello Vernacchia |
|    | Italia (bandiera) | D     | Giacomo Vianello     |
|    | Italia (bandiera) | A     | Michele Vitulano     |

## Risultati

### Girone di andata
| Arbitro: | Artico (Padova) |

|              |           |  |
| Garzilli 30’ | Marcatori |  |

| Livorno 18 settembre 1977 2ª giornata | Livorno           | 0 – 0 | SPAL | Stadio Ardenza\| Arbitro: \| Parussini (Udine) \| |
| Arbitro:                              | Parussini (Udine) |       |      |                                                   |

| Arbitro: | Lanzetti (Viterbo) |

|               |           |              |
| Pazzaglia 76’ | Marcatori | 40’ Vitulano |

| Arbitro: | Adamu (Cagliari) |

|                                       |           |           |
| Quaresima 30’, 47’ Zanella 85’ (aut.) | Marcatori | 38’ Rossi |

| Arbitro: | Garzi (Palermo) |

|                                   |           |  |
| Pasquali 39’ (rig.) Tombolati 70’ | Marcatori |  |

| Arbitro: | Migliore (Salerno) |

|                   |           |           |
| Di Prete 71’, 90’ | Marcatori | 78’ Rakar |

| Arbitro: | Altobelli (Roma) |

|                     |           |               |
| Vitulano 71’ (rig.) | Marcatori | 18’ Torresani |

| La Spezia 30 ottobre 1977 8ª giornata | Spezia           | 0 – 0 | Livorno | Stadio Alberto Picco\| Arbitro: \| Lanese (Messina) \| |
| Arbitro:                              | Lanese (Messina) |       |         |                                                        |

| Arbitro: | Canesi (Cremona) |

|                                      |           |  |
| Quaresima 22’, 88’ Vitulano 37’, 62’ | Marcatori |  |

| Arbitro: | Paparesta (Bari) |

|            |           |  |
| Nobile 79’ | Marcatori |  |

| Arbitro: | Corigliano (Crotone) |

|                        |           |                      |
| Rakar 40’ Vitulano 62’ | Marcatori | 27’ Marino 80’ Amato |

| Prato 27 novembre 1977 12ª giornata | Prato           | 0 – 0 | Livorno | Stadio Lungobisenzio\| Arbitro: \| Facchin (Udine) \| |
| Arbitro:                            | Facchin (Udine) |       |         |                                                       |

| Arbitro: | Savalli (Trapani) |

|              |           |  |
| Vitulano 86’ | Marcatori |  |

| Empoli 11 dicembre 1977 14ª giornata | Empoli                     | 0 – 0 | Livorno | Stadio Carlo Castellani\| Arbitro: \| Esposito (Torre del Greco) \| |
| Arbitro:                             | Esposito (Torre del Greco) |       |         |                                                                     |

| Arbitro: | Da Pozzo (Monza) |

|                               |           |  |
| Resta 43’ Vitulano 62’ (rig.) | Marcatori |  |

| Arbitro: | Canesi (Cremona) |

|           |           |  |
| Marlia 4’ | Marcatori |  |

| Arbitro: | Filippi (Pavia) |

|                                   |           |                                 |
| Rakar 9’ Poletto 15’ Vitulano 59’ | Marcatori | 50’ (aut.) Vianello 78’ Calisti |

| Chieti 15 gennaio 1978 18ª giornata | Chieti           | 0 – 0 | Livorno | Stadio Guido Angelini\| Arbitro: \| Galbiati (Monza) \| |
| Arbitro:                            | Galbiati (Monza) |       |         |                                                         |

| Livorno 22 gennaio 1978 19ª giornata | Livorno          | 0 – 0 | Riccione | Stadio Ardenza\| Arbitro: \| Mondoni (Milano) \| |
| Arbitro:                             | Mondoni (Milano) |       |          |                                                  |

### Girone di ritorno
| Livorno 29 gennaio 1978 20ª giornata | Livorno          | 0 – 0 | Teramo | Stadio Ardenza\| Arbitro: \| Giaffreda (Roma) \| |
| Arbitro:                             | Giaffreda (Roma) |       |        |                                                  |

| Arbitro: | G. Panzino (Catanzaro) |

|                           |           |           |
| Gibellini 44’ Pezzato 82’ | Marcatori | 66’ Rakar |

| livorno 12 febbraio 1978 22ª giornata | Livorno         | 0 – 0 | Siena | Stadio Ardenza\| Arbitro: \| Facchin (Udine) \| |
| Arbitro:                              | Facchin (Udine) |       |       |                                                 |

| Massa 19 febbraio 1978 23ª giornata | Massese                   | 0 – 0 | Livorno | Stadio degli Oliveti\| Arbitro: \| Pezzella (Frattamaggiore) \| |
| Arbitro:                            | Pezzella (Frattamaggiore) |       |         |                                                                 |

| Arbitro: | Ponzano (Alessandria) |

|              |           |               |
| Mondello 37’ | Marcatori | 55’ Tombolato |

| Arbitro: | Agate (Torino) |

|                          |           |             |
| Vitulano 68’, 86’ (rig.) | Marcatori | 62’ Cannata |

| Arbitro: | Casella (Voghera) |

|               |           |  |
| Redeghieri 6’ | Marcatori |  |

| Arbitro: | Lanzetti (Viterbo) |

|               |           |  |
| Quaresima 46’ | Marcatori |  |

| Grosseto 2 aprile 1978 28ª giornata | Grosseto        | 0 – 0 | Livorno | Stadio Carlo Zecchini\| Arbitro: \| Simini (Torino) \| |
| Arbitro:                            | Simini (Torino) |       |         |                                                        |

| Arbitro: | Lanzafame (Taranto) |

|              |           |  |
| Mondello 81’ | Marcatori |  |

| Arbitro: | Rufo (Roma) |

|                          |           |                |
| Marino 50’ D'Ottavio 75’ | Marcatori | 68’ Vernacchia |

| Arbitro: | Faccenda (Salerno) |

|               |           |  |
| Ianniello 51’ | Marcatori |  |

| Arbitro: | Manfredini (Pavia) |

|                        |           |  |
| Angeloni 21’ Morra 86’ | Marcatori |  |

| Arbitro: | Colasanti (Roma) |

|               |           |  |
| Quaresima 71’ | Marcatori |  |

| Arbitro: | Giaffreda (Roma) |

|                |           |                           |
| Domenghini 37’ | Marcatori | 7’ Quaresima 50’ Vitulano |

| Arbitro: | Lombardo (Marsala) |

|  |           |          |
|  | Marcatori | 15’ Neri |

| Arbitro: | Altobelli (Roma) |

|                                 |           |  |
| Poletto 48’ (aut.) Del Pelo 89’ | Marcatori |  |

| Arbitro: | De Marchi (Novara) |

|                              |           |             |
| Vitulano 18’ Nuti 27’ (aut.) | Marcatori | 70’ Michesi |

| Arbitro: | Cerquoni (Macerata) |

|               |           |  |
| Luteriani 43’ | Marcatori |  |

### Girone 14
| 21 agosto 1977 1ª giornata |  | – Turno riposo Livorno |  |  |

| Arbitro: | Pairetto (Torino) |

|            |           |  |
| Piccoli 5’ | Marcatori |  |

| Massa 28 agosto 1977 3ª giornata | Massese             | 0 – 0 | Livorno | Stadio degli Oliveti\| Arbitro: \| Materassi (Firenze) \| |
| Arbitro:                         | Materassi (Firenze) |       |         |                                                           |

| 31 agosto 1977 4ª giornata |  | – Turno riposo Livorno |  |  |

| Arbitro: | Falasca (Chieti) |

|           |           |  |
| Rakar 26’ | Marcatori |  |

| Arbitro: | Leni (Perugia) |

|                                     |           |  |
| Rakar 34’ Vitulano 43’ Mondello 65’ | Marcatori |  |